# Svetlana Kudínova
Svetlana Serguéyevna Kudínova –en ruso, Светлана Сергеевна Кудинова, Vasílieva por matrimonio, Васи́льева– (Vorónezh, URSS, 4 de abril de 1986) es una deportista rusa que compitió en piragüismo en la modalidad de aguas tranquilas. Ganó una medalla de plata en el Campeonato Mundial de Piragüismo de 2011, y tres medallas en el Campeonato Europeo de Piragüismo entre los años 2004 y 2009.

## Palmarés internacional
| Campeonato Mundial | Campeonato Mundial     | Campeonato Mundial | Campeonato Mundial |
| Año                | Lugar                  | Medalla            | Competición        |
| ------------------ | ---------------------- | ------------------ | ------------------ |
| 2011               | Szeged (Hungría)       | Medalla de plata   | K1 4 × 200 m       |
| Campeonato Europeo |                        |                    |                    |
| Año                | Lugar                  | Medalla            | Competición        |
| 2004               | Poznań (Polonia)       | Medalla de plata   | K4 1000 m          |
| 2004               | Poznań (Polonia)       | Medalla de bronce  | K4 200 m           |
| 2009               | Brandeburgo (Alemania) | Medalla de bronce  | K1 4 × 200 m       |